# Cytisus supranubius
La retama del Teide (Cytisus supranubius (L.f.) Kuntze, 1891) è una pianta della famiglia delle Fabacee, endemica delle isole Canarie.